# Hoya lipoensis
Hoya lipoensis är en oleanderväxtart som beskrevs av Ping Tao Li och Z. R. Xu. Hoya lipoensis ingår i släktet Hoya och familjen oleanderväxter. Inga underarter finns listade i Catalogue of Life.